# Aouint Yghomane
Aouint Yghomane (franska: Aouint Yghomane (CR), Aouint Yghomane (Commune Rurale), arabiska: عوينة لهنا) är en kommun i Marocko.   Den ligger i provinsen Assa-Zag och regionen Guelmim-Oued Noun, i den sydvästra delen av landet, 700 km sydväst om huvudstaden Rabat. Antalet invånare är 2 004.